# Gunnar Kinch
Sven Gunnar "Kinken" Kinch, född 31 januari 1942 i Solna i Stockholms län, död 26 augusti 2015 i Stockholm, var en svensk rocksångare, som slog igenom 1962 med låten "Bop-a-Lena" med sitt band Gunnar Kinch's Orkester  som släpptes på skivbolaget Fontana. Han är gravsatt i minneslunden på Katarina kyrkogård i Stockholm.

## Diskografi
- 1962 - Bop-A-Lena
- 1962 - Murder She Said
- 1963 - Baby, Baby (Don´t You Worry) (EP)